# Ursula Herking
Ursula Herking (Dessau, 28 janvier 1912 - Munich, 17 novembre 1974) est une actrice allemande. 

## Filmographie
- 1937 : Huis clos
- 1937 : Togger
- 1938 : Quatre Filles courageuses
- 1940 : Marie Stuart
- 1941 : La Belle Diplomate
- 1946 : Peter Voss, der Millionendieb
- 1953 : Ne craignez pas les grosses bêtes
- 1954 : Columbus entdeckt Krähwinkel
- 1955 : Des enfants, des mères et un général
- 1958 : Münchhausen in Afrika
- 1958 : Solange das Herz schlägt
- 1960 : Pension Schöller

## Récompenses et distinctions
Ursula Herking possède son étoile sur le Walk of Fame of Cabaret, situé à Mayence.